# 時間的皺摺
《时间的皱折》（英語：A Wrinkle in Time）是一本由美国作家玛德琳·恩格尔创作的青少年科幻小说，在1962年首次出版，曾获得纽伯瑞奖、红杉图书奖、刘易斯卡罗尔书架奖，并获得安徒生奖亚军。
本書分別於2003年及2018年改編成電影，兩部作品均由華特迪士尼公司製作。

## 改編作品
- 《奇幻時空歷險（英语：A Wrinkle in Time (2003 film)）》：2003年電視電影
- 《時間的皺摺》：2018年電影